# Macrocera frigida
Macrocera frigida är en tvåvingeart som beskrevs av Sack 1923. Macrocera frigida ingår i släktet Macrocera och familjen platthornsmyggor. Inga underarter finns listade i Catalogue of Life.